# Kleive
Kleive is een plaats in de Noorse gemeente Molde, provincie Møre og Romsdal. Kleive telt 483 inwoners (2007) en heeft een oppervlakte van 0,77 km².